# Stephan Gneupel
Stephan Gneupel (* 16. Juni 1948) ist ein deutscher Eisschnelllauf-Trainer.

## Leben
Gneupel schloss 1974 sein Studium an der Deutschen Hochschule für Körperkultur ab, der Titel seiner Diplomarbeit lautete „Analyse des Trainings junger Mittelstreckenläuferinnen und -läufer unter dem besonderen Aspekt der Vorbereitung eines Wettkampfhöhepunktes. Beitrag zum Erkenntnisgewinn über die Struktur der Mikrozyklen in der Wettkampfperiode“. Von 1974 bis 1984 war er beim SC Turbine Erfurt Trainer in der Leichtathletik. Hauke Fuhlbrügge oder Uwe Pfügner gehörten dort zu den von ihm betreuten Sportlern. Er musste sein Amt abgeben, nachdem einer seiner Sportler versucht hatte, in den Westen zu fliehen. Gneupel wurde zum Eisschnelllauf versetzt und war dort zunächst im Nachwuchsbereich tätig. Da Teile von Gneupels Verwandtschaft in der BRD lebten, wurde ihm von den DDR-Behörden untersagt, an Wettkampfreisen in den Westen teilzunehmen.
Der Diplom-Sportlehrer und Trainer war Trainer beim Eissportclub Erfurt und Bundestrainer der Deutschen Eisschnelllauf-Gemeinschaft. Von ihm betreute Athleten gewannen 19 Weltmeistertitel, 13 Olympiasiege und mehr als 150 Weltcupsiege, Gneupels Schützlinge stellten zudem 17 Weltrekorde auf. Er trainiert und trainierte unter anderem Daniela Anschütz-Thoms, Andreas Behr, Jörg Dallmann, Judith Hesse, Katrin Kalex, Robert Lehmann, René Taubenrauch, Sabine Völker, Anke Baier-Loef und Pamela Zoellner. Seine erfolgreichste Sportlerin war die erfolgreichste Eisschnellläuferin aller Zeiten, Gunda Niemann-Stirnemann.
Gneupel ging im März 2014 in den Ruhestand. Er ist verheiratet, hat zwei Kinder und lebt in Riethnordhausen. Im März 2015 wurde ihm die Goldene Nadel der Deutschen Eisschnelllauf Gemeinschaft verliehen.